# 小行星3428
小行星3428（英語：3428 Roberts）是一颗围绕太阳公转的小行星。1952年5月1日，印第安纳大学在摩根县发现了此天体。
这颗小行星的绝对星等为303.64335等。